# Garatge i cinema Valira
Garatge i cinema Valira és un edifici de Les Escaldes, a la parròquia d'Escaldes-Engordany d'Andorra, construït pels monjos benedictins de Montserrat entre 1932 i 1933, inicialment com a garatge de l'Hostal Valira i escola.
El 8 de desembre de 1933 va obrir el Col·legi Nostra Senyora de Meritxell ubicat a la planta superior i el «Garatge Internacional» a la planta baixa destinada a garatge (després «Garatge Valira»). El 14 d'abril del 2004 l'edifici es va incloure a l'Inventari general del patrimoni cultural d'Andorra com a be inmoble i, des del 2005, acull el Centre d'Art d'Escaldes-Engordany (CAEE).

## Història
L'obra fou promoguda per l'abat de Montserrat Antoni Maria Marcet, sent l'autor el monjo Celestí Gusí, el mateix arquitecte que va dissenyar l'Hostal Valira. El 1943 es va tancar el col·legi i la planta de l'edifici que ocupava l'escola va ser convertida en un cinema, el «Cinema Valira», fent una modificació de l'espai alçant la coberta i aixecant uns metres els murs de l'edifici, sense obrir noves finestres perquè el cinema no les requeria. Aquesta obra s'hauria realitzat després del canvi de propietat entre 1943 i 1949. El «Cinema Valira va obrir el desembre de 1944 i va funcionar fins a l'any 1966. La sala tenia una capacitat per a 800 persones i es trobava a la segona planta, un espai fosc amb tres finestres a l'entrada on hi havia la cabina de projecció.
L'edifici, en la seva forma original, té un interès històric donat que és el primer edifici d'Andorra destinat específicament a ser una escola. Va mantenir aquesta funció durant sis anys, de 1933 a 1939.

## Descripció
És un dels primers edificis de l'anomenada arquitectura de granit construïts a Andorra entre els anys trenta i principi dels seixanta. Les obertures principals de l'edifici es van construir emprant arcs de mig punt, es van col·locar carreus esquadrats a les cantonades i a l'entorn de les finestres. La distribució de les obertures es simètrica, la disposició del parament dels murs és en forma de niu d'abella i es va utilitzar granit com a material de construcció. Per l'estil i origen forma conjunt amb l'Hostal Valira i la seva desapareguda pèrgola annexa. És un testimoni dels inicis del desenvolupament urbanístic de la vila d'Escaldes.